# John Slatter
John Slatter M.B.E. (Londen, 21 februari 1864 – Toronto, 7 december 1954) was een Brits-Canadees componist, dirigent en solist op het eufonium. Zijn broer Henry Arthur Slatter was eveneens dirigent en klarinettist en van 1884 tot 1905 lid van de Band of the H.M. Grenadier Guards en vertrok in 1911 naar Vancouver, waar hij dirigent van de 72nd Seaforth Highlanders Band tot 1925 was. Zijn broer Albert Slatter was dirigent van de Band of the 7th London Fusiliers.

## Levensloop
Slatter studeerde eufonium aan de British Army Training School of Music. In 1882 werd hij solist eufonium in de First Life Guards Band in Londen. In 1884 werd hij lid van het orkest van Victor Herbert in New York. Aansluitend werd hij van 1885 tot 1896 trombonist en eufonium-speler in verschillende bekende harmonieorkesten en orkesten in de Verenigde Staten, inclusief het Detroit Symphony Orchestra en de John Philip Sousa Band. 
In 1896 werd hij dirigent van de nieuw opgerichte 48th Highlanders Regimental Band in Toronto en vervulde deze functie tot 1944. Met het orkest maakte hij verschillende concertreizen door de Verenigde Staten en Canada. Dit orkest was natuurlijk ook ingebonden bij de visitaties van Koning Eduard VIII van het Verenigd Koninkrijk in 1919 en Koning George VI van het Verenigd Koninkrijk in 1939. Tijdens de Eerste Wereldoorlog had hij het commando over alle Canadese leger orkesten in Camp Borden in het Noorden van Toronto. Vele Canadese dirigenten werden door hem opgeleid. 
Slatter was verantwoordelijk redactielid voor orkesten en harmonieorkesten van Musical Canada en schreef artikelen over Frasering en expressie in de muziek (mei, juni, augustus 1907) in dit magazine. Maar hij publiceerde ook bewerkingen voor koperkwintet van The Blue Bells of Scotland. Van 1931 tot 1933 was hij de eerste voorzitter van de Canadian Band Asscociation (CBA). Voor de oprichting van deze federatie heeft hij zich sinds 1918 ingezet. 
Slatter bewerkte vele traditionele Britse marsen zoals de Regimental Marches of Famous Scottish Regiments, bekende liederen en Regiments marsen, maar ook O Canada en de The Maple Leaf For Ever. Verder het Canadian Patriotic Band Book en drie volumes van de Scottish bagpipe books for band.

## Composities

### Werken voor harmonieorkest
- 1901 Regimental Marches of Famous Scottish Regiments
- 1911 National Airs and Regimental Marches
- 1919 New Canadian Patriotic Band Book
- Bonnie Brier Bush
- Canadian Patrol
- Cock O’ The North
- No Surrender
- Rise Sons of William
- Under the British Flag

## Publicaties
- John Slatter: Henry Arthur Slatter, British Columbia Musician, 1 May 1928
- Charles E. Charles:, The Music of John Slatter and Charles F. Thiele, 5/2:75-78